# 스티브 레일즈백
스티브 레일즈백(Steve Railsback, 1945년 11월 16일~)은 미국의 배우이다.

## 출연 작품
- 인필트레이터스(2014)
- 와일드 인 블루(2014)
- 원스 폴른(2010)
- 팔로우 더 프라핏(2009)
- 레디 오어 낫(2009)
- 아메리칸 파이 7 - 사랑의 금서(2009)
- 익스케이프 오브 더 리빙 데드(2009)
- 플레이거(2008)
- 헐리웃과 맞장뜨기: 호주 B무비의 세계(2008)
- 휴게소 2 - 뒤돌아 보지마(2008)
- 네오 네드(2005)
- 킹: 잃어버린 세계(2005)
- 살인마 가족 2(2005)
- 더 박스(2003)
- 슬래쉬(2002)
- 직스(2001)
- 스토리텔링(2001)
- 에드 게인(2000)
- 미 앤 윌(1999)
- 메이드 맨(1999)
- 크레들베이(1998)
- 배니싱 포인트(1997)
- 터미네이션 맨(1997)
- 나이트 머더(1997)
- 프레셔포인트(1997)
- 거리의 심판자(1996)
- 바브 와이어(1996)
- 헨리에타의 별(1995)
- 엑스 도브(1994)
- 파이널 미션(1994)
- 프라이벗 워즈(1993)
- 세이브 미(1993)
- 새로운 전율(1993)
- 캘린더 걸(1993)
- 태양의 유혹 (1992, Sunstroke)
- 사랑의 선택(1991)
- 엘리게이터 2(1991)
- CIA 특급 지령(1990)
- 분노의 특공대(1989)
- 죽음의 음모(1988)
- 미망의 여인(1987)
- 인섹트(1987)
- 로큰롤 지망생(1987)
- 무장과 위험(1986)
- 뱀파이어(1985)
- 황금 물개의 전설(1983)
- 필사의 반란(1982)
- 스턴트 맨(1980)
- 안젤라(1977)
- 닭싸움꾼(1974)
- 방문자들(1972)

### 텔레비전
- 비지터 - TV 시리즈 (1997-98, The Visitor)
- 멘탈리스트 (2010)